# 内藤政恒 (考古学者)
内藤 政恒（ないとう まさつね、1907年〈明治40年〉7月17日 - 1970年〈昭和45年〉10月21日）は、昭和期の考古学者、日向延岡藩の元藩主内藤政挙の六男。旧三河挙母藩内藤家の14代当主で、13代当主内藤政光の養子。日本歴史考古学会会長、侍従兼常陸宮傳育官、皇后宮事務官、式部官、玉川大学文学部教授、東京薬科大学教授。正五位。

## 経歴
宮崎県東臼杵郡岡富村（現延岡市）本小路の内藤政挙、英子の自邸で六男として生まれた。1914年（大正3年）岡富尋常高等小学校（現延岡市立岡富小学校）に入学し、1920年（大正9年）に卒業。小学校3年の頃、内藤家の使用人が東臼杵郡南方村（現:延岡市）雨下（あもり）で考古資料を収集していた有馬七蔵の娘だったので、その地を訪れて考古資料を見学したり資料採集を経験した。
1920年4月、東京府北豊島郡高田町（現豊島区目白一丁目）の学習院中等科に入学し寄宿舎生活を送った。課外活動では輔仁会の陸上部に所属して活躍した。学校の休暇時の帰省時には、内藤家伝来の武具、古文書類に触れて歴史への関心を深めた。1924年（大正13年）12月14日、内藤政光、道夫妻の養子となる。養父母とそれほど年の差がなく、養家に同居は求められず比較的に自由に活動できた。1926年（大正15年）学習院高等科文科に進み引き続き陸上競技の活動を続けた。1929年（昭和4年）4月、東北帝国大学法文学部に入学。当初、美学の受講を希望していたが開講がなく、喜田貞吉講師の日本考古学などの講座を受講し、歴史資料への関心がよみがえり日本古代史の学びに取り組んだ。しかし、1930年（昭和5年）2月に神経衰弱と診断され学年末試験の受験が不可となり、同年3月下旬に大和路の古寺を巡る旅に出て、飛鳥地方の廃寺の古瓦の採集を行い、その後の研究テーマが与えられた。同年4月、国史科に転科した。1931年（昭和6年）7月、国史科学生の東京見学旅行に参加し、帝室博物館（現東京国立博物館）の嘱託であった養父の紹介などで同監査官補石田茂作と面識を得て、政恒は石田を終生、歴史考古学の師と仰いだ。大学在学中は特に東北地方の陸奥国分寺跡・同尼寺跡、多賀城跡・同廃寺跡、菜切谷廃寺跡などの古代遺跡を調査し、卒業論文「遺址を中心として平安朝以前の寺院の位置を論ず」をまとめ、1933年（昭和8年）3月、東北帝大を卒業した。同年5月、同大学院に進んだ。1934年（昭和9年）1月、横須賀・陸軍重砲兵連隊に入営が決まったが、学習院高等科在学中の投擲競技練習のため右肩が習慣性脱臼となったため即日除隊となり、同年6月に再度徴兵検査を受けて丙種となり徴兵が免除された。1935年（昭和10年）4月、東北帝大から「法文学部ニ於ケル臨時考古学参考品整理嘱託」に任じられ大学院を退学。1937年（昭和12年）5月25日、中御門経恭の三女・理子と結婚。東北地方の古代史、出土古瓦に関する論文を発表。
以前に宮内省式部官を務めていた養父の勧めもあり、1939年（昭和14年）12月に宮内省の就職が内定し東京に転居。1940年（昭和15年）1月、侍従に任じられた。その後、常陸宮傳育官、皇后宮事務官、式部官、宮内事務官などを兼務。常陸宮が疎開した栃木県塩原、日光での勤務、非番には宮内省での防空当局を務めた。敗戦による宮内省の組織縮小に伴い1946年（昭和21年）4月に退官した。
1949年（昭和24年）考古学の調査研究活動を再開。1950年（昭和25年）玉川大学助教授に就任し、1959年（昭和34年）同大通信教育部での業務にも従事した。1951年（昭和26年）日本考古学協会会員となる。1952年（昭和27年）古瓦愛好家の会合「温瓦会」を立上げ、1953年（昭和28年）11月、歴史考古学研究会に改称して会長に就任した。1952年（昭和27年）栃木県教員認定講習会講師、昭和女子大学講師に就任。1954年（昭和29年）日本考古学協会に仏教遺跡調査特別委員会が組織され同委員に就任。1955年（昭和30年）7月から3年間にわたり実施された四天王寺（大阪市）の再建に伴う国営発掘調査に調査員として参画した。1956年（昭和31年）5月、玉川大学教授に昇格。1957年（昭和32年）4月、東京薬科大学教授に就任し1964年（昭和39年）まで玉川大学兼任教授を務めた。1963年（昭和38年）歴史考古学研究会を日本歴史考古学会と改称し継続して会長を務めた。1965年（昭和40年）1月、文化財保護委員会から文化財専門審議会臨時専門委員の委嘱を受け、重要遺跡緊急指定調査研究委員会に出席し埋蔵文化財遺跡の重要度を判定した。
1957年、口腔内に悪性腫瘍が発見され手術を受け一時回復したが、以後、入退院を繰り返し、1970年10月、東京医科歯科大学医学部附属病院で死去した。没後、政恒が長年、収集、研究を継続してきた東北地方の古瓦資料は、石田茂作の斡旋、監修により、友人の原田良雄が、原田の没後は同じく友人の宇野信四郎により整理編集され、1974年（昭和49年）雄山閣出版から『東北古瓦図録』として出版され、資料は奈良国立博物館に収められた。

## 著作

### 単著
- 『本邦古硯考』養徳社〈甲鳥学書 8〉、1944年6月。 NCID BN00172351。全国書誌番号:46023087 全国書誌番号:53008415。
  - 『本邦古硯考』大空社〈こと典百科叢書 第35巻〉、2013年9月。ISBN 9784283008953。 NCID BB13729937。全国書誌番号:22321870。
- 坂詰秀一 編『内藤政恒集』築地書館〈日本考古学選集 25〉、1973年9月。 NCID BN02044148。全国書誌番号:73013622。

### 共著
- 住田正一、内藤政恒『古瓦』学生社、1968年11月。 NCID BN02763574。全国書誌番号:68009800。

### 共編
- 内藤政恒・大川清・稲垣晋也・坂詰秀一 編『信濃国分寺跡』上田市教育委員会、1965年3月。 NCID BA86966379。全国書誌番号:68002079。
- 内藤政恒・大川清・稲垣晋也・坂詰秀一 編『信濃国分寺跡』吉川弘文館、1965年3月。 NCID BN08954939。全国書誌番号:65000875。

### 記念論文集
- 日本歴史考古学会 編『内藤政恒還暦記念論文集』雄山閣出版〈日本歴史考古学論叢 第2〉、1968年7月。 NCID BN02702037。全国書誌番号:50003452。

## 親族
- 妻 内藤理子（みちこ、中御門経恭三女）[3]
- 長男 内藤政武（学習院院長）[3]